# Arachnocampa luminosa
Arachnocampa luminosa är en tvåvingeart som först beskrevs av Frederick Askew Skuse 1891.  Arachnocampa luminosa ingår i släktet Arachnocampa och familjen platthornsmyggor. Inga underarter finns listade i Catalogue of Life.

## Bildgalleri

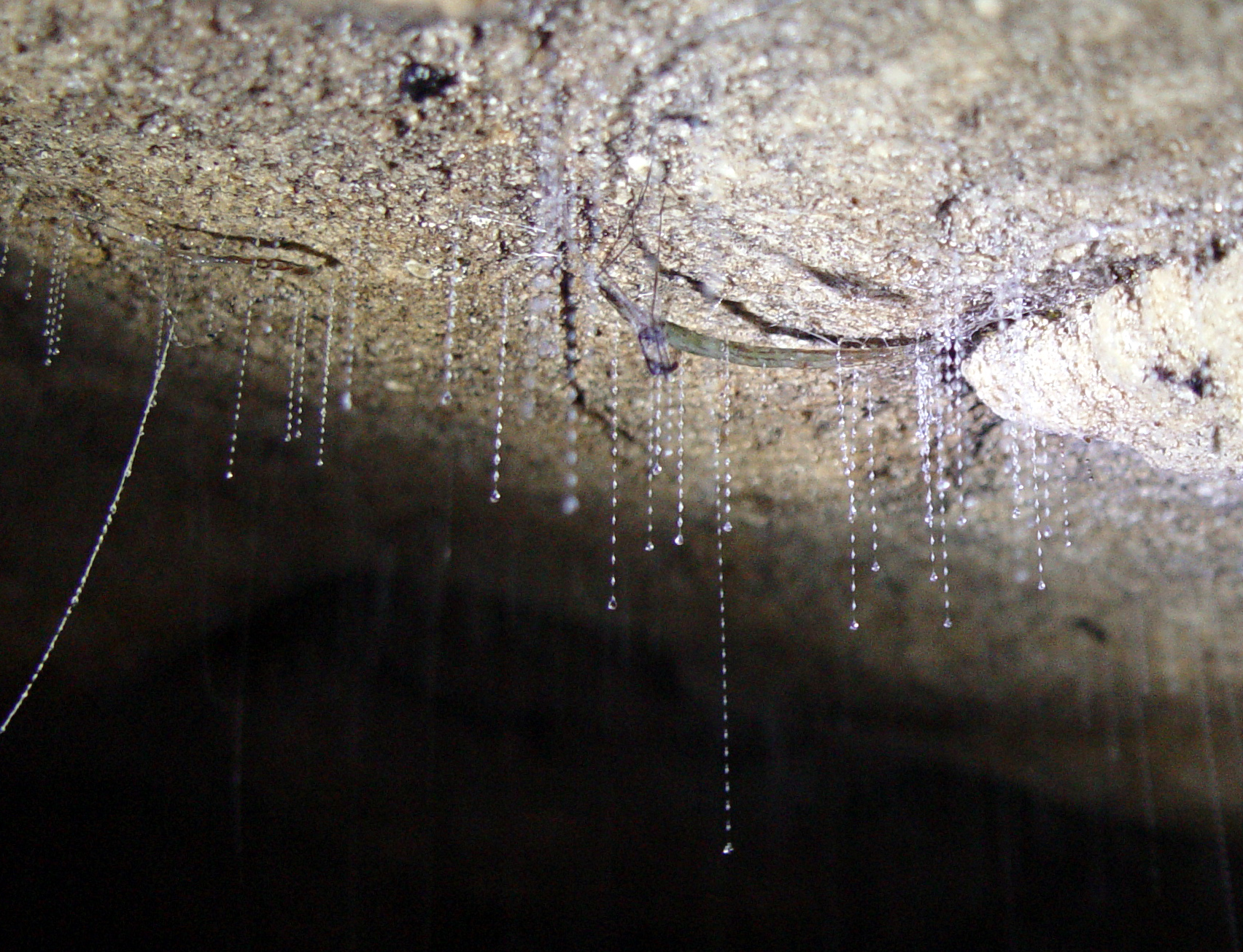